# Villy Moll Nielsen
Henry Villy Moll Nielsen (født 22. november 1927 i Slagelse) er en dansk tidligere hockeyspiller, der deltog på det danske landshold ved OL 1960 i Rom. Villy Moll Nielsen spillede for Slagelse Hockeyklub og opnåede i alt 27 landskampe i perioden 1953-1964.
Ved OL i 1960 blev Danmark sidst blandt 16 hold. Villy Moll Nielsen spillede alle tre kampe i indledende runde, hvorpå Danmark trak sig inden placeringskampene.
Hans bror, Poul Moll Nielsen, var også med på OL-holdet i 1960 samt i 1948.
Villy Moll Nielsen er udlært murer og havde egen murermesterforretning. Han var formand for Slagelse Hockeyklub i perioden 1951-1992 og er udnævnt til æresmedlem af klubben.